# Tachydromia hissarica
Tachydromia hissarica är en tvåvingeart som beskrevs av Igor Shamshev och Chvala 2001. Tachydromia hissarica ingår i släktet Tachydromia och familjen puckeldansflugor. Inga underarter finns listade i Catalogue of Life.